# Bàu Sen
Bàu Sen is een xã van Long Khánh, een thị xã in de provincie Đồng Nai.